# Bruno Bichir
 (juin 2020).
Bruno Bichir Nájera, né le 6 octobre 1967 à Mexico est un acteur mexicain. Il fait partie de la famille Bichir, très présente dans le cinéma mexicain. Il a également réalisé un long métrage en 1989.

## Biographie
Bruno Bichir est né d'une famille d'artistes. Ses deux parents ainsi que ses deux frères ainés sont également acteurs et réalisateurs reconnus.
Après une apparition dans un film de 1977, Bruno a véritablement commencé sa carrière d'acteur à l'âge de 16 ans dans la production américaine Under Fire (1983). Il étudie au Centre de Formation Cinématographique de Mexico. À partir des années 1990, sa carrière s'accélère : il apparaît dans Rojo Amanecer de Jorge Fons et dans El patrullero, interprétation qui lui vaut sa première nomination aux Ariels. En 1995, il joue aux côtés de Salma Hayek, elle aussi d'origine libanaise, dans le film à succès critique et financier El callejón de los milagros.
En 1999, il produit et interprète Crónica de un desayuno, pour lequel il est nommé à l'Ariel du Meilleur Acteur en 2001. Après avoir joué aux côtés de son frère Demián dans la coproduction espagnole Sin noticias de Dios, ils sont tous deux nommés pour le Meilleur Bichir dans un film aux MTV Movie Awards de Mexico. Demián remporte le prix, et Bruno est à nouveau nommé l'année suivante pour Ciudades oscuras.
Pour la télévision, il apparaît dans trois telenovelas de Televisa avant de signer chez TV Azteca en 1999 pour Háblame de amor
Bruno Bichir est parfois surnommé Bicho (la bestiole).

## Filmographie

### Comme réalisateur
- 1989 : Llueve otra vez

### Comme producteur
- 1999 : Crónica de un desayuno  de Benjamín Cann

### Comme acteur

#### Au cinéma
- 1977 : Fantoche
- 1983 : Under Fire
- 1986 : Frida, naturaleza viva
- 1989 : Llueve otra vez
- 1989 : Rojo amanecer de Jorge Fons
- 1990 : Luna de miel al cuarto menguante
- 1991 : El Patrullero
- 1992 : Anatomia de una violación
- 1992 : Cazador de cabezas
- 1992 : Death and the Compass
- 1992 : Golpe de suerte
- 1992 : Lucky Break
- 1992 : Serpientes y escaleras
- 1993 : ¡Aquí espaantan!
- 1993 : Principio y fin
- 1993 : Un Año perdido
- 1994 : Amorosos fantasmas
- 1994 : Días de combate
- 1994 : El Jardín del Edén
- 1994 : Tu vida y mi vida
- 1995 : Algunas nubes
- 1995 : El Callejón de los milagros de Jorge Fons
- 1995 : El Plato fuerte
- 1995 : Espiritus
- 1995 : Nadie hablará de nosotras cuando hayamos muerto
- 1995 : Santo Enredo
- 1996 : Katuwira, donde nacen y mueren los sueños
- 1996 : El Anzuelo
- 1996 : Pez muerto no nada
- 1998 : Ciudad que se escapa
- 1998 : Cruz
- 1998 : El Evangelio de las Maravillas
- 1999 : Crónica de un desayuno
- 1999 : Extraños
- 2000 : La Cosa que no podría morir
- 2000 : La Máscara de Zorro
- 2000 : La Toma de la embajada
- 2001 : Hasta los huesos
- 2001 : Sans nouvelles de Dieu d'Agustín Díaz Yanes
- 2002 : Ciudades oscuras
- 2003 : Casa de los babys
- 2003 : Si un instante
- 2004 : Conejo en la luna
- 2005 : El Día menos pensado
- 2005 : La Mujer de mi hermano de Ricardo de Montreuil
- 2006 : Peces plátano
- 2006 : Una película de huevos
- 2007 : La Historia de la vaca y el farsante
- 2007 : Mosquita muerta
- 2008 : Amar
- 2008 : Julia d'Érick Zonca
- 2018 : Sicario : La Guerre des cartels (Sicario: Day of the Soldado) de Stefano Sollima
- 2020 : The Quarry de Scott Teems : le vrai David Martin
- 2025 : Kiss of the Spider Woman de Bill Condon

#### À la télévision
- 1993 : Sueño de amor
- 1994 : Mujer, casos de la vida real
- 1996 : La Culpa
- 1999 : Háblame de amor
- 2000 : La Calle de las novias
- 2004 : La Heredera
- 2015 : Narcos
- 2022 : Ozark

## Distinctions
- 1994 : Ariel d'argent du Meilleur Acteur pour Principio y fin d'Arturo Ripstein
- 1995 : Prix du Meilleur Acteur de la Seminci (Semana Internacional de Cine de Valladolid) pour El Callejón de los milagros de Jorge Fons
- 1996 : Prix ACE du Meilleur Second Rôle pour Nadie hablará de nosotras cuando hayamos muerto d'Agustín Díaz Yanes
- 2001 : Meilleur Film Mexicain au Festival du film indépendant de Chamizal pour  Crónica de un desayuno